# Pictures - Live at Montreux 2009 (DVD)
Pictures – Live at Montreux è un DVD pubblicato dal gruppo inglese Status Quo nell'ottobre del 2009.

## Il DVD
Il DVD contiene il concerto tenuto dagli Status Quo il 16 luglio 2009 in Svizzera, presso il Montreux Jazz Festival, oltre ad un servizio con interviste ai componenti del gruppo.
Viene pubblicata anche una edizione speciale deluxe, con un DVD bonus contenente un documentario sulla storia del gruppo con ampie interviste e filmati anche inediti (ma senza sottotitoli in italiano), ed un CD audio contenente una selezione di 17 tracce tratte dal concerto.
Il lavoro ottiene un vasto consenso di vendite ed approda al 2º posto delle classifiche inglesi.

## Tracce
1. Opening
2. Caroline
3. The Wanderer
4. Rain
5. Don't Drive My Car
6. Mean Girl/Softer Ride
7. Beginning of the End
8. Is There a Better Way
9. Proposing Medley: What You're Proposing, Down the Dustpipe, Little Lady, Red Sky, Dear John, Big Fat Mama
10. Pictures of Matchstick Men/Ice in the Sun
11. Creepin' Up on You
12. In My Chair
13. Living on an Island
14. In the Army Now
15. The Killer (Drum Solo)
16. Roll Over Lay Down
17. Down Down
18. Whatever You Want
19. Rockin' All Over the World
20. Rock and Roll Music
21. Bye Bye Johnny

## Extra
- Quo in Montreux
- Rossi Cam: Down Down e Roll Over Lay Down
- Parfitt Cam: Whatever You Want e Rain

## DVD 2
Contiene un documentario sulla storia della band.

## CD audio
Contiene una selezione di 17 tracce audio tratte dal concerto riportato nel DVD.

## Formazione
- Francis Rossi (chitarra solista, voce)
- Rick Parfitt (chitarra ritmica, voce)
- Andy Bown (tastiere)
- John 'Rhino' Edwards (basso, voce)
- Matt Letley (percussioni)